# Alan Rosenberg
Alan Rosenberg (Passaic, 4 ottobre 1950) è un attore statunitense.
È conosciuto principalmente per il ruolo di Eli Levinson nelle serie televisive Civil Wars e L.A. Law - Avvocati a Los Angeles. Dal 2005 al 2009 è stato Presidente dello Screen Actors Guild, il principale sindacato americano degli attori di cinema e televisione.

## Biografia
Rosenberg è nato e cresciuto a Passaic, nel New Jersey, in una famiglia di ebrei conservatori. Suo fratello Mark è stato un attivista politico negli anni sessanta ed in seguito un produttore cinematografico. Un loro cugino, anche lui di Passaic, è il musicista e cantautore Donald Fagen, cofondatore del gruppo Steely Dan.
Dopo una laurea nel 1972 alla Case Western Reserve University ha frequentato un corso di specializzazione alla Yale School of Drama, ma ha abbandonato dopo un anno e mezzo. Durante la sua permanenza nella scuola ebbe come migliore amica e fonte d'ispirazione la compagna di classe Meryl Streep.
È stato sposato in prime nozze con l'attrice Robin Bartlett. Nel 1984, durante le riprese della soap opera I Ryan a New York, ha incontrato l'attrice Marg Helgenberger. Dopo un iniziale periodo di amicizia i due hanno cominciato una relazione nel 1986 e si sono sposati nel 1989. Hanno avuto un figlio, Hugh Howard Rosenberg (nato il 21 ottobre 1990) e il 1 dicembre del 2008 hanno annunciato la loro separazione, che ha portato alla richiesta di divorzio da parte della Helgenberger il 25 marzo del 2009.

## Filmografia

### Cinema
- The Wanderers - I nuovi guerrieri (The Wanderers), regia di Philip Kaufman (1979)
- Corruzione a New York (Not for Publication), regia di Paul Bartel (1984)
- L'aereo più pazzo del mondo 3 (Stewardess School), regia di Ken Blancato (1986)
- L'ultima tentazione di Cristo (The Last Temptation of Christ), regia di Martin Scorsese (1988)
- Doppia identità (Impulse), regia di Sondra Locke (1990)
- Un pazzo venerdì (Freaky Friday), regia di Melanie Mayron (1995)
- Sfida senza regole (Righteous Kill), regia di Jon Avnet (2008)

### Televisione
- Barnaby Jones – serie TV, episodio 7x10 (1978)
- Kojak: Assassino a piede libero (Kojak: The Belarus File), regia di Robert Markowitz - film TV (1985)
- Civil Wars – serie TV, 36 episodi (1991-1993)
- L.A. Law - Avvocati a Los Angeles (L.A. Law) – serie TV, 24 episodi (1989-1994)
- E.R. - Medici in prima linea (ER) – serie TV, episodio 1x05 (1994)
- Cybill – serie TV (1995-1998)
- Chicago Hope – serie TV, 16 episodi (1999-2000)
- In tribunale con Lynn (Family Law) – serie TV, episodio 1x11 (1999)
- Il lungo cammino dopo la morte (A Mother's Fight for Justice) - film TV, regia di Thomas Rickman (2001)
- The Guardian – serie TV, 67 episodi (2001-2004)
- On the Edge – film TV, regia di Anne Heche, Mary Stuart Masterson, Helen Mirren e Jana Sue Memel (2001)
- NYPD - New York Police Department (NYPD Blue) – serie TV, episodio 12x18 (2005)
- CSI - Scena del crimine (CSI: Crime Scene Investigation) - serie TV, 2 episodi (2005-2007)
- Numb3rs – serie TV, episodio 2x01 (2005)
- Dr. House - Medical Division (House, M.D.) - serie TV, episodio 3x08 (2006)
- Harry's Law – serie TV, episodio 1x10 (2011)
- Luck – serie TV, 6 episodi (2011-2012)
- Bosch – serie TV, 5 episodi (2014-2021)
- Shameless – serie TV, 19 episodi (2016-2017)
- Suits – serie TV, 6 episodi (2016)
- Elementary – serie TV, episodio 5x16 (2017)
- APB - A tutte le unità (APB) – serie TV, episodio 1x10 (2017)
- Training Day – serie TV, episodio 1x09 (2017)
- The Good Fight – serie TV, episodio 2x12 (2018)
- Bosch: l'eredità (Bosch: Legacy) – serie TV, 3 episodi (2022)
- Mo – serie TV, episodi 1x01, 1x03, 1x06 (2022)

## Doppiatori italiani
Nelle versioni in italiano delle opere in cui ha recitato, Alan Rosenberg è stato doppiato da:
- Ennio Coltorti in Bosch, Bosch: l'eredità
- Gianni Giuliano in Suits, Bosch (ep. 7x05)
- Massimo Lodolo in L'ultima tentazione di Cristo
- Massimo Rinaldi in Doppia identità
- Franco Zucca in E.R. - Medici in prima linea
- Ambrogio Colombo in Un pazzo venerdì
- Rodolfo Bianchi ne Il lungo cammino dopo la morte
- Mario Zucca in The Guardian
- Diego Reggente in CSI - Scena del crimine
- Alessandro Messina in NYPD - New York Police Department
- Gino La Monica in Dr. House - Medical Division
- Maurizio Reti in Sfida senza regole
- Mario Cordova in Luck
- Gianluca Tusco in Shameless
- Bruno Alessandro in Training Day
- Pietro Biondi in APB - A tutte le unità
- Dario Penne in Elementary
- Stefano Santerini in Mo

Da doppiatore è stato sostituito da:
- Ennio Coltorti in Robots